# 成年女性的動畫時間
《成年女性的动画时间》，是日本一系列以成年女性為目標觀眾的電視動畫。截至目前共有四篇各自獨立的故事，2011年時播放《滑过河面的风》，2013年時播放《晚餐》、《人生Best Ten》和《不在他处 正是此地》，四篇動畫的原作和導演皆不同。

## 动画简介

### 滑过河面的风
原作　　唯川 恵

脚本　　吉田 玲子

声优出演　　田中 美里、浜田 賢二

### 晚餐
原作　　山田 詠美

脚本　　金春 智子

声优出演　　中越 典子、浪川 大輔

### 人生Best Ten
原作　　角田 光代

脚本　　吉田 玲子

声优出演　　中谷 美紀、神谷 浩史

### 不在他处 正是此地
原作　　山本 文緒

脚本　　今井 雅子

声优出演　　木村 多江、福山 潤